# Kaledónok

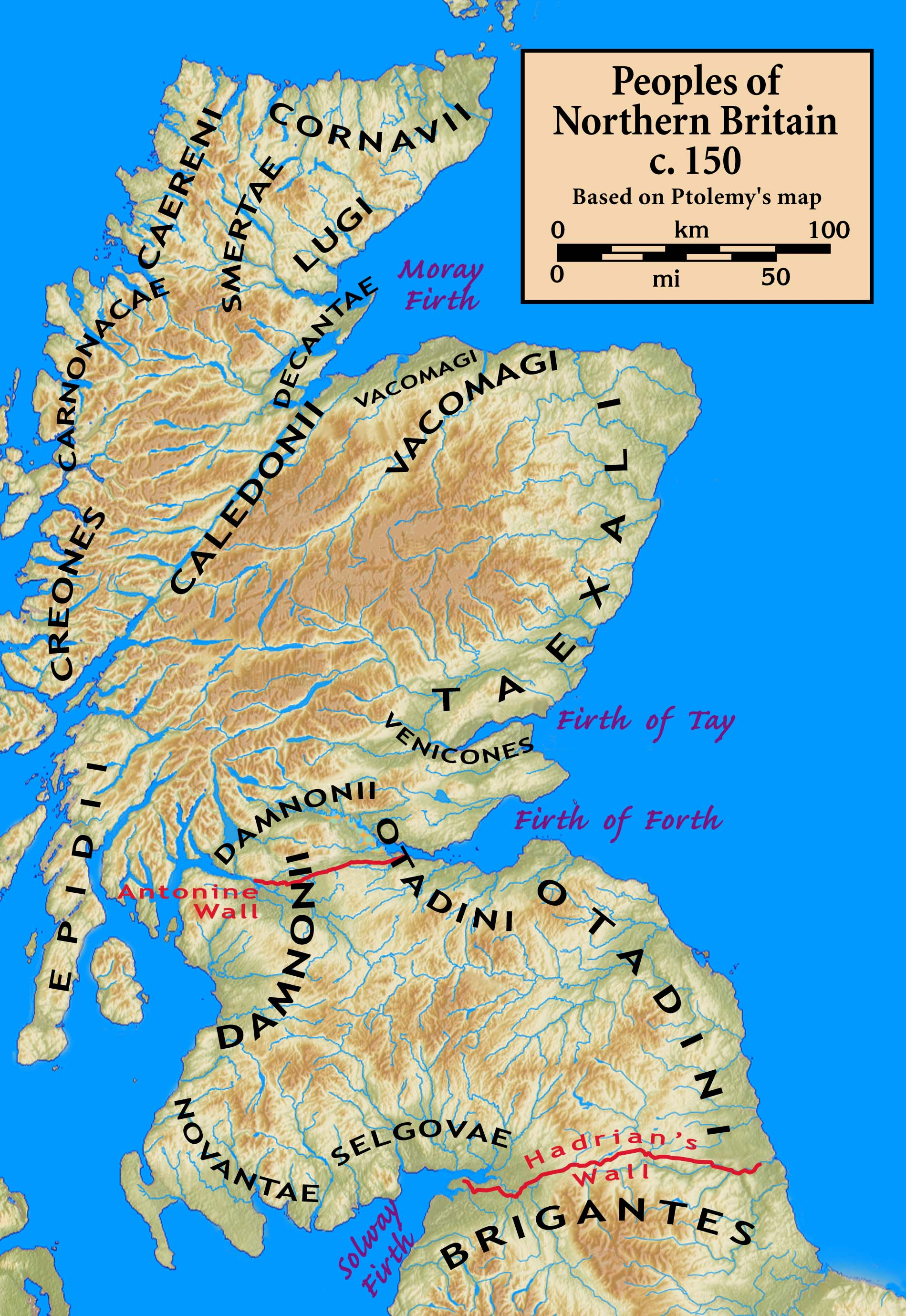
A Brit-sziget északi részének ókori népei

A kaledónok ókori nép, Britannia északi részét, a mai Skócia (Caledonia) területét lakták. Tacitus a „Iulius Agricola élete" című munkájában edzettebbnek és egyszerűbb életűnek írja le őket, mint déli társaikat. Ügyes vadászok és úszók voltak. Ugyanez a nép piktek és skótok név alatt is ismert, ez utóbbiak állítólag az ókori Hibernia (ma Írország) területéről költözött Britannia északi részére. Ammianus Marcellinus még említi őket.

## Lásd még
- Britannia (provincia)
- Hadrianus fala